# Liste der Biografien/Mcl
Liste der Biografien |
Portal Biografien |
Personensuche
# |
A |
B |
C |
D |
E |
F |
G |
H |
I |
J |
K |
L |
M |
N |
O |
P |
Q |
R |
S |
T |
U |
V |
W |
X |
Y |
Z |
?
 
Ma |
Mb |
Mc |
Md |
Me |
Mf |
Mg |
Mh |
Mi |
Mj |
Mk |
Ml |
Mm |
Mn |
Mo |
Mp |
Mq |
Mr |
Ms |
Mt |
Mu |
Mv |
Mw |
Mx |
My |
Mz
 
Mca |
Mcb |
Mcc |
Mcd |
Mce |
Mcf |
Mcg |
Mch |
Mci |
Mcj |
Mck |
Mcl |
Mcm |
Mcn |
Mco |
Mcp |
Mcq |
Mcr |
Mcs |
Mct |
Mcu |
Mcv |
Mcw
Die Liste der Biografien führt alle Personen auf, die in der deutschsprachigen Wikipedia einen Artikel haben. Dieses ist eine Teilliste mit 323 Einträgen von Personen, deren Namen mit den Buchstaben „Mcl“ beginnt.

## Mcl

### Mcla
- McLachlan, Andrew (* 1966), australischer Politiker (Liberal Party), Bundessenator, Präsident des South Australian Legislative Council
- McLachlan, Ben (* 1992), neuseeländisch-japanischer Tennisspieler
- McLachlan, Craig (* 1965), australischer Schauspieler und Sänger
- McLachlan, Hamish (1967–2020), australischer Ruderer
- McLachlan, James (1852–1940), US-amerikanischer Politiker
- McLachlan, Laurentia (1866–1953), schottische Nonne, Äbtissin
- McLachlan, Michael (* 1959), kanadischer Umweltchemiker
- McLachlan, Robert (1837–1904), englischer Entomologe
- McLachlan, Robert (* 1971), australischer Radrennfahrer
- McLachlan, Sarah (* 1968), kanadische Singer-SongwriterinSarah McLachlan (* 1968)

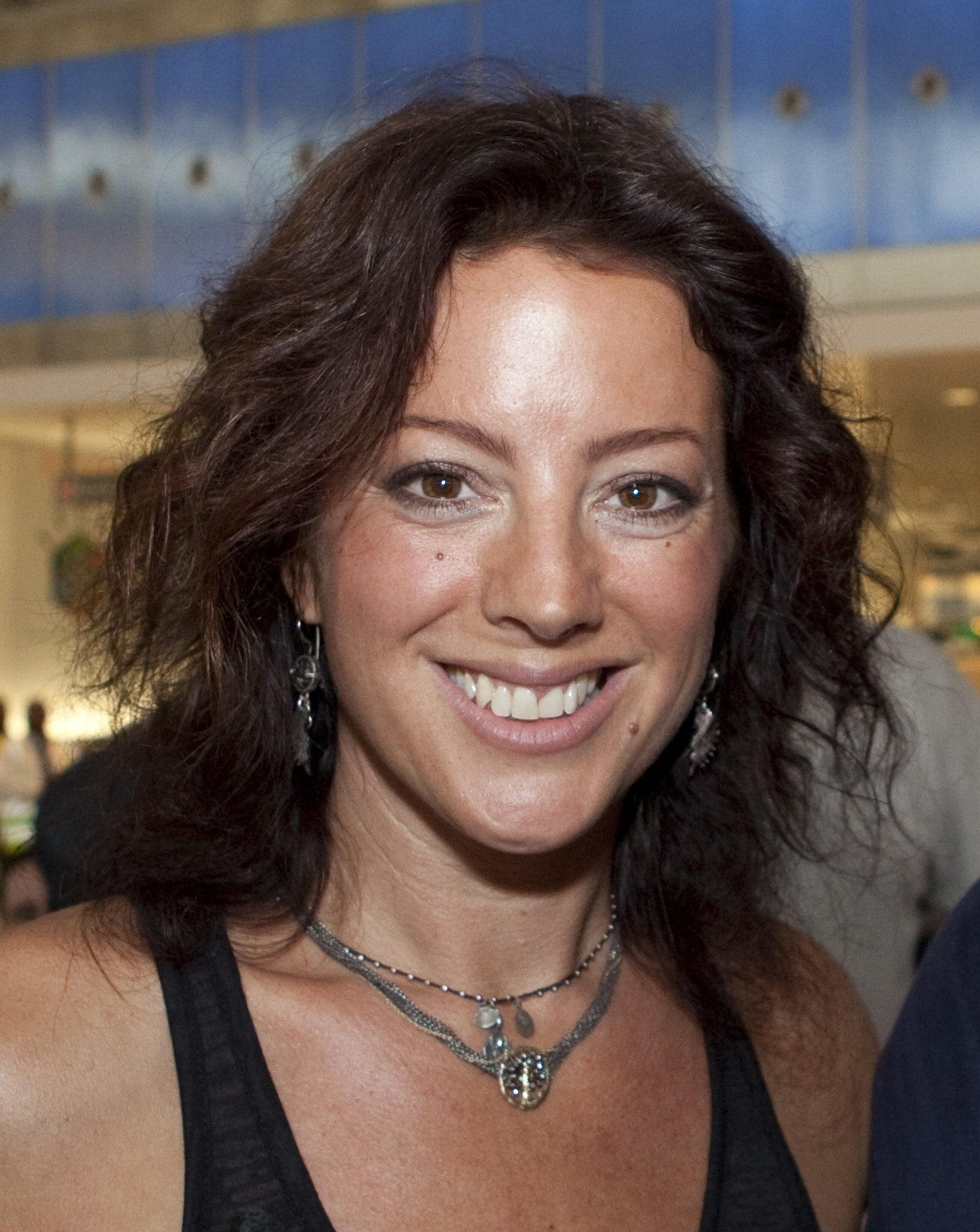
Sarah McLachlan (* 1968)

- McLachlan, William, kanadischer Eiskunstläufer
- McLachlin, Beverley (* 1943), kanadische Rechtswissenschaftlerin und Richterin
- McLafferty, Fred (1923–2021), US-amerikanischer Chemiker
- McLagan, Ian (1945–2014), britischer Rockmusiker
- McLagan, Joan (1922–2022), kanadische Schwimmerin
- McLagan, Kim (1948–2006), britisches Fotomodell
- McLagan, Peter (1823–1900), britischer Unternehmer und Politiker (Liberal Party), Mitglied des House of Commons
- McLaglen, Andrew V. (1920–2014), britischer Regisseur
- McLaglen, Clifford (1892–1978), britischer Schauspieler
- McLaglen, Cyril (1899–1987), britisch-amerikanischer Filmschauspieler
- McLaglen, Victor (1886–1959), britisch-US-amerikanischer SchauspielerVictor McLaglen (1886–1959)

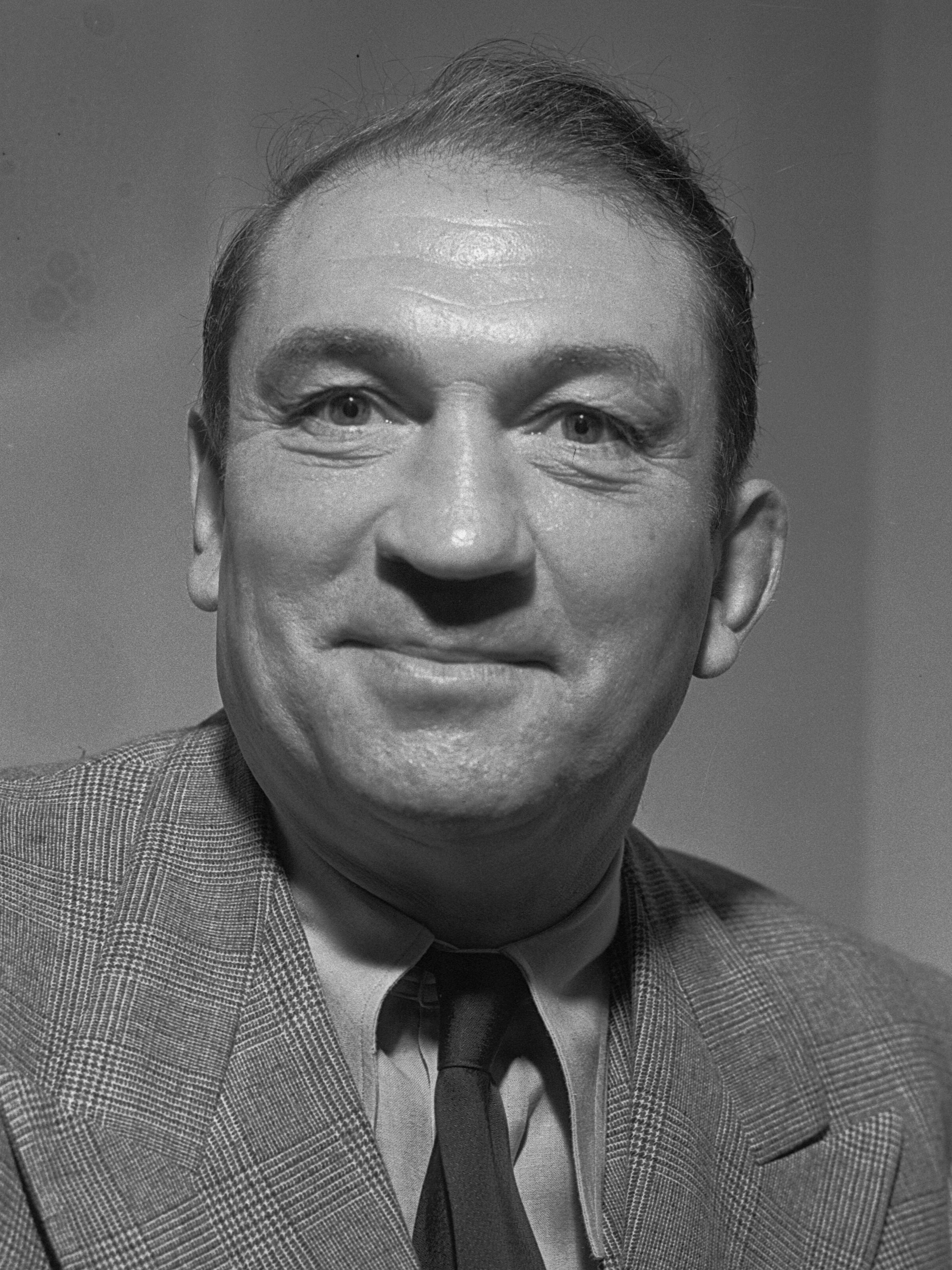
Victor McLaglen (1886–1959)

- McLain, Ellen (* 1952), US-amerikanische Synchronsprecherin
- McLain, Erica (* 1986), US-amerikanische Dreispringerin
- McLain, Frank A. (1852–1920), US-amerikanischer Politiker
- McLain, Paula (* 1965), US-amerikanische Schriftstellerin
- McLain, Raymond S. (1890–1954), US-amerikanischer Generalleutnant der US-Nationalgarde
- McLamore, James (1926–1996), US-amerikanischer Unternehmer, Mitbegründer der Burger King Corporation
- McLanahan, James Xavier (1809–1861), US-amerikanischer Politiker
- McLanahan, Ward (1883–1974), US-amerikanischer Stabhochspringer und Hürdenläufer
- McLane, James (1930–2020), US-amerikanischer Schwimmer
- McLane, John (1852–1911), US-amerikanischer Politiker
- McLane, Louis (1786–1857), US-amerikanischer Politiker, Senator, Finanz- und Außenminister
- McLane, M. Jean (1878–1964), US-amerikanische Malerin
- McLane, Mandy (* 1979), US-amerikanische Triathletin
- McLane, Patrick (1875–1946), US-amerikanischer Politiker
- McLane, Peter (* 1945), französischer Digital-Künstler und Sänger
- McLane, Robert (1944–1992), US-amerikanischer Schauspieler
- McLane, Robert Milligan (1815–1898), US-amerikanischer Politiker, Gouverneur von Maryland
- McLaney, Mickey (1915–1994), US-amerikanischer irish Mobster
- McLardy, Frank (1915–1981), britischer Funktionär (British Union of Fascists) und während des Zweiten Weltkriegs ein Deserteur
- McLaren, Agnes (1837–1913), schottische Medizinerin
- McLaren, Angus (* 1988), australischer SchauspielerAngus McLaren (* 1988)

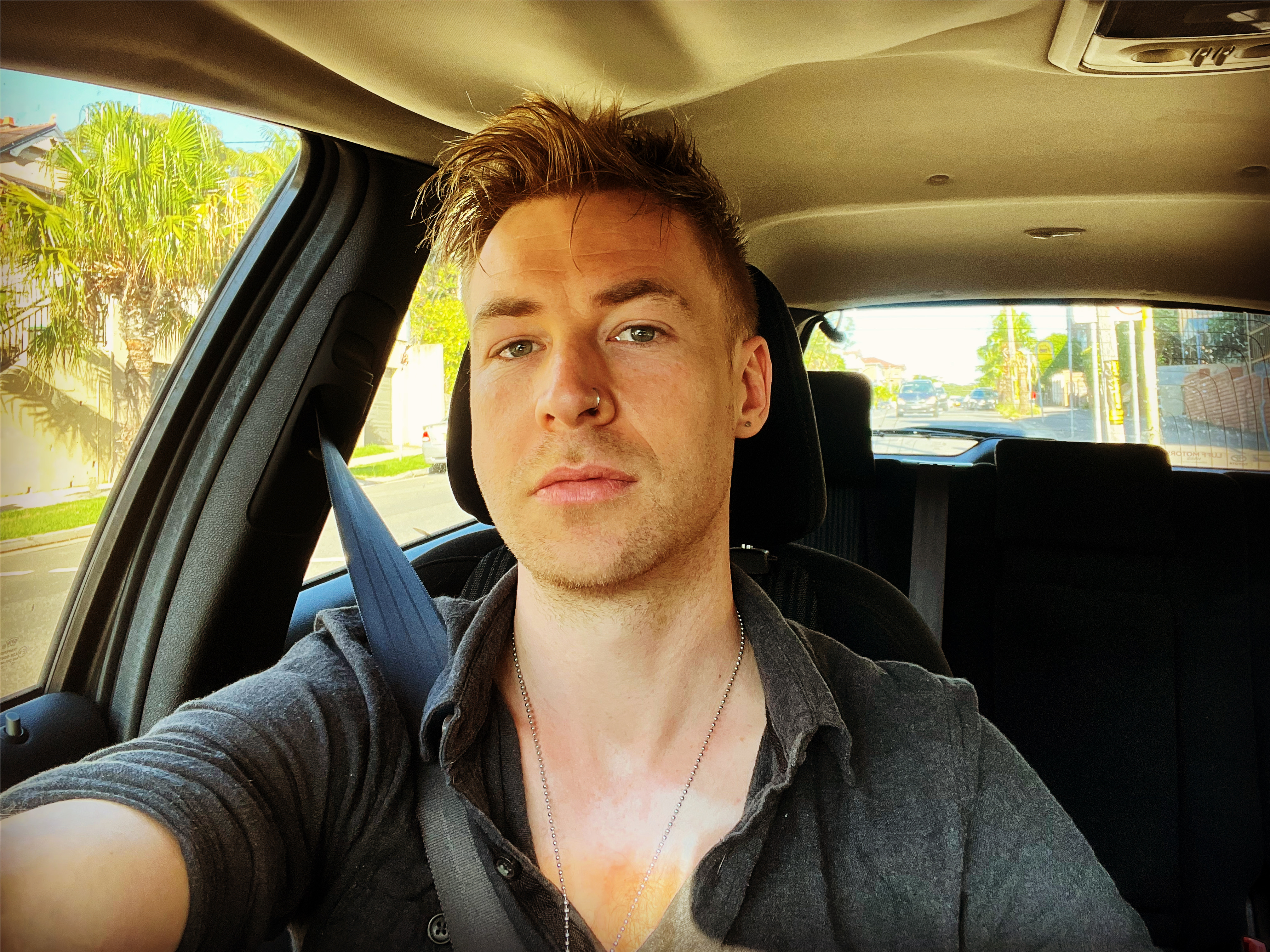
Angus McLaren (* 1988)

- McLaren, Anne (1927–2007), britische Entwicklungsbiologin
- McLaren, Bill (1923–2010), schottischer Sportkommentator
- McLaren, Bob (* 1945), kanadischer Hürdenläufer und Sprinter
- McLaren, Brandon Jay (* 1981), kanadischer Schauspieler
- McLaren, Brian (* 1956), US-amerikanischer Pastor, Vordenker und Vertreter der Emerging Church Bewegung
- McLaren, Bruce (1937–1970), neuseeländischer AutomobilrennfahrerBruce McLaren (1937–1970)

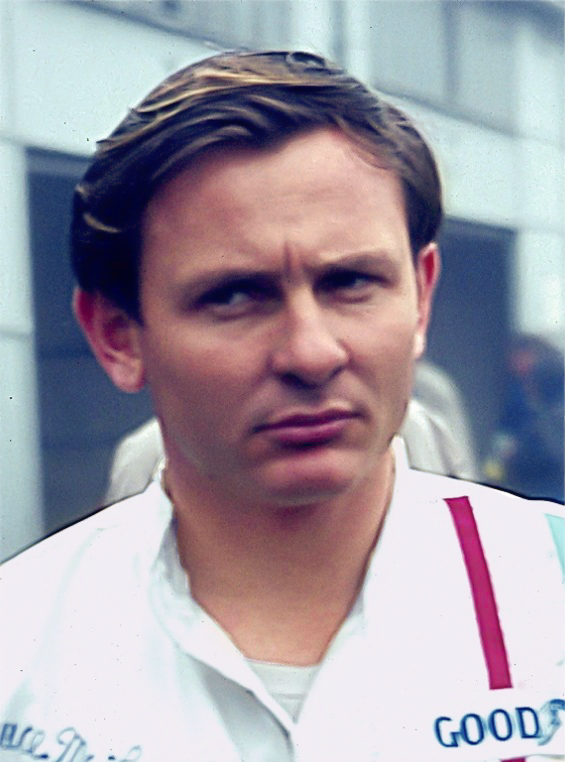
Bruce McLaren (1937–1970)

- McLaren, Charles, 3. Baron Aberconway (1913–2003), britischer Gärtner, Industrieller, Peer und Politiker (Conservative Party)
- McLaren, Digby (1919–2004), kanadischer Geologe
- McLaren, Don (1933–2014), neuseeländischer Geschäftsmann
- McLaren, Eva († 1921), britische Suffragette
- McLaren, Frazer (* 1987), kanadischer Eishockeyspieler
- McLaren, Kyle (* 1977), kanadischer Eishockeyspieler
- McLaren, Malcolm (1946–2010), britischer Künstler, Modeschöpfer, Designer, Musik-Manager und Musiker
- McLaren, Norman (1914–1987), kanadischer Trickfilmregisseur
- McLaren, Paulinho (* 1963), brasilianischer Fußballspieler
- McLaren, Philip (* 1943), australischer Filmproduzent und Schriftsteller
- McLaren, Richard (* 1945), kanadischer Hochschullehrer und Anwalt
- McLaren, Robin (1934–2010), britischer Diplomat und Sinologe
- McLaren, Suzanne B. (* 1951), US-amerikanische Mammalogin
- McLaren, Timothy (* 1956), australischer Ruderer
- McLaren, Wayne (1940–1992), US-amerikanisches Fotomodell
- McLarnin, Jimmy (1907–2004), irisch-kanadischer Boxer
- McLarty, Colin (* 1951), US-amerikanischer Mathematiker und Philosoph
- McLarty, Mack (* 1946), US-amerikanischer Politiker
- McLarty, Ron (1947–2020), US-amerikanischer Schauspieler und Schriftsteller
- McLaughlin Korologos, Ann (1941–2023), US-amerikanische Politikerin und Managerin
- McLaughlin Mitchell, Sara (* 1969), US-amerikanische Politikwissenschaftlerin und Hochschullehrerin
- McLaughlin, Alden M., Jr. (* 1961), britischer Premierminister der Cayman Islands
- McLaughlin, Amber (1973–2023), erste in den USA hingerichtete transgeschlechtliche Person
- McLaughlin, Andrew C. (1861–1947), US-amerikanischer Rechtshistoriker
- McLaughlin, Anne (* 1966), schottische Politikerin
- McLaughlin, Audrey (* 1936), kanadische Politikerin
- McLaughlin, Bernard Joseph (1912–2015), US-amerikanischer Geistlicher, römisch-katholischer Weihbischof in Buffalo, USA
- McLaughlin, Brian (* 1993), US-amerikanischer Skirennläufer
- McLaughlin, Caleb (* 2001), US-amerikanischer SchauspielerCaleb McLaughlin (* 2001)

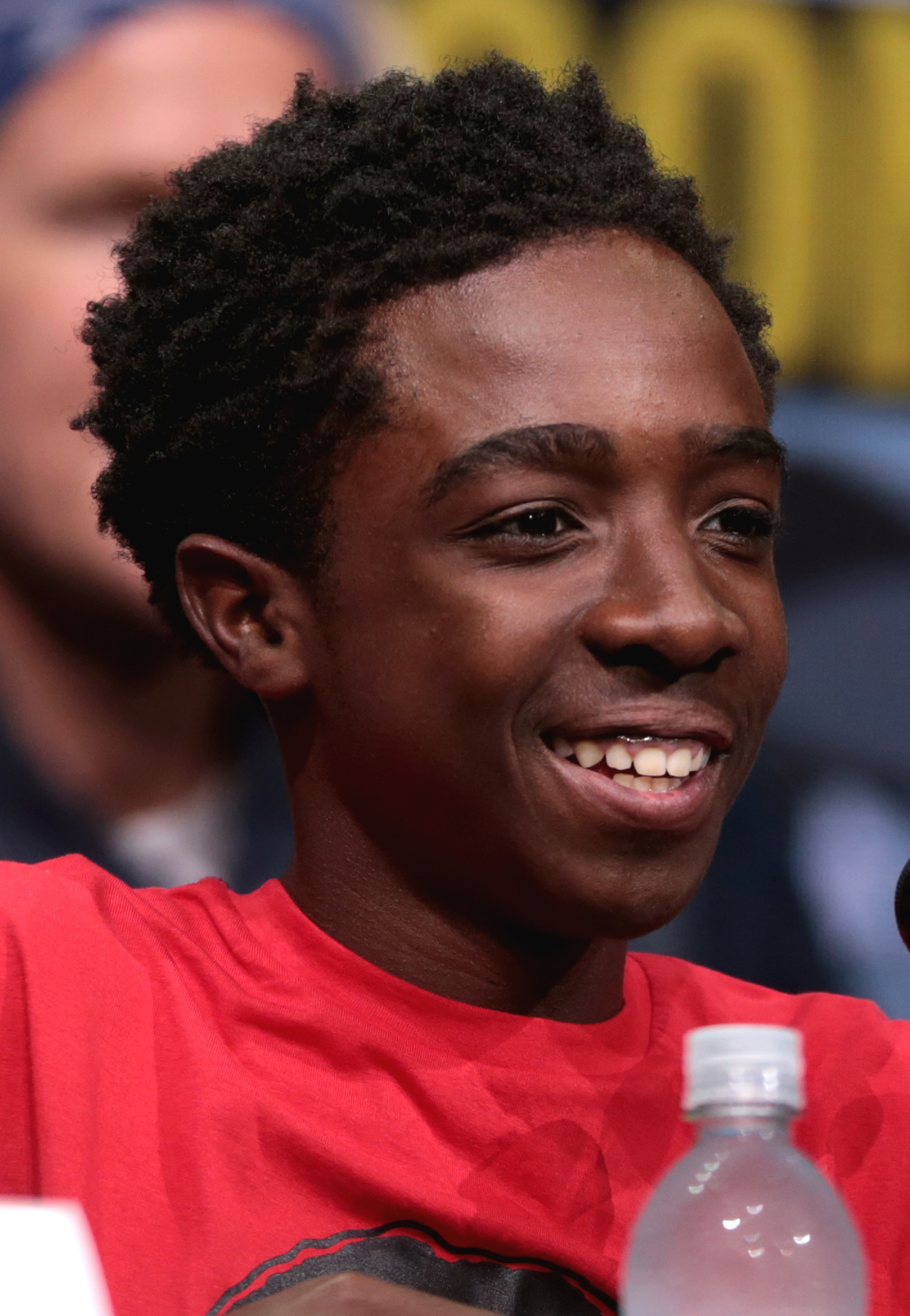
Caleb McLaughlin (* 2001)

- McLaughlin, Charles Borromeo (1913–1978), US-amerikanischer Geistlicher, römisch-katholischer Bischof von Saint Petersburg
- McLaughlin, Charles C. (1929–2005), US-amerikanischer Geschichtsprofessor
- McLaughlin, Charles F. (1887–1976), US-amerikanischer Jurist und Politiker
- McLaughlin, Conor (* 1991), nordirischer Fußballspieler
- McLaughlin, Dean (* 1931), amerikanischer Science-Fiction-Autor
- McLaughlin, Dean Benjamin (1901–1965), US-amerikanischer Astronom
- McLaughlin, Donal (1907–2009), US-amerikanischer Architekt
- McLaughlin, Dylan (* 1993), US-amerikanischer Schauspieler
- McLaughlin, Eddie (* 1952), schottischer Snookerspieler
- McLaughlin, Edward (1921–2005), US-amerikanischer Politiker (Demokrat)
- McLaughlin, Elizabeth (* 1993), US-amerikanische Schauspielerin
- McLaughlin, Emily (1928–1991), US-amerikanische Schauspielerin
- McLaughlin, Erin (* 2003), irische Fußballspielerin
- McLaughlin, Frank (* 1960), kanadischer Segler
- McLaughlin, Frederic (1877–1944), US-amerikanischer Geschäftsmann, Militär und Eishockeyfunktionär
- McLaughlin, Gail, amerikanische Nuklear-Astrophysikerin
- McLaughlin, Gibb (1884–1960), britischer Schauspieler
- McLaughlin, Isabel (1903–2002), kanadische Malerin, Mäzenin und Philanthropin
- McLaughlin, Jack (* 1959), nordirischer Snookerspieler
- McLaughlin, Jack E. (1923–2001), US-amerikanischer Mathematiker
- McLaughlin, Jake (* 1982), US-amerikanischer SchauspielerJake McLaughlin (* 1982)

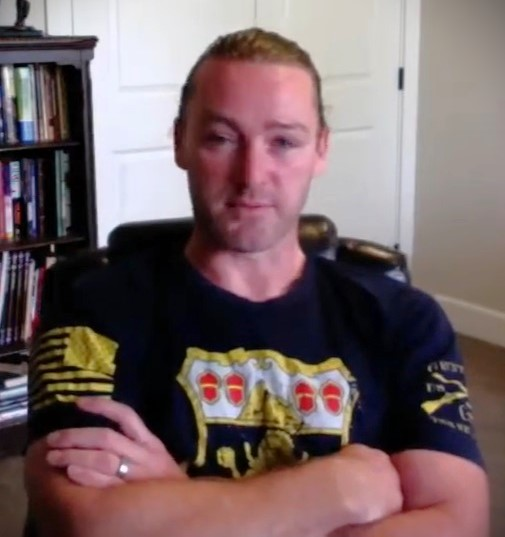
Jake McLaughlin (* 1982)

- McLaughlin, James (1842–1923), US-amerikanischer Indianeragent und Agent des Bureau of Indian Affairs (BIA)
- McLaughlin, James C. (1858–1932), US-amerikanischer Politiker
- McLaughlin, James K., US-amerikanischer Offizier, Generalleutnant der US Air Force
- McLaughlin, Jeffrey (* 1965), US-amerikanischer Ruderer
- McLaughlin, John (1849–1911), kanadischer Politiker
- McLaughlin, John (1898–1976), US-amerikanischer Maler
- McLaughlin, John (1927–2016), Gastgeber und Produzent im US-amerikanischen Fernsehen
- McLaughlin, John (* 1942), britischer Musiker, Gitarrist, Songwriter
- McLaughlin, John (* 1952), englischer Fußballspieler
- McLaughlin, John E. (* 1942), US-amerikanischer Geheimdienstler, Direktor der Central Intelligence Agency
- McLaughlin, Jon (* 1987), schottischer Fußballtorwart
- McLaughlin, Joseph (1867–1926), US-amerikanischer Politiker
- McLaughlin, Joseph R. (1851–1932), US-amerikanischer Politiker
- McLaughlin, Katie (* 1997), US-amerikanische Schwimmerin
- McLaughlin, Madison (* 1995), US-amerikanische SchauspielerinMadison McLaughlin (* 1995)

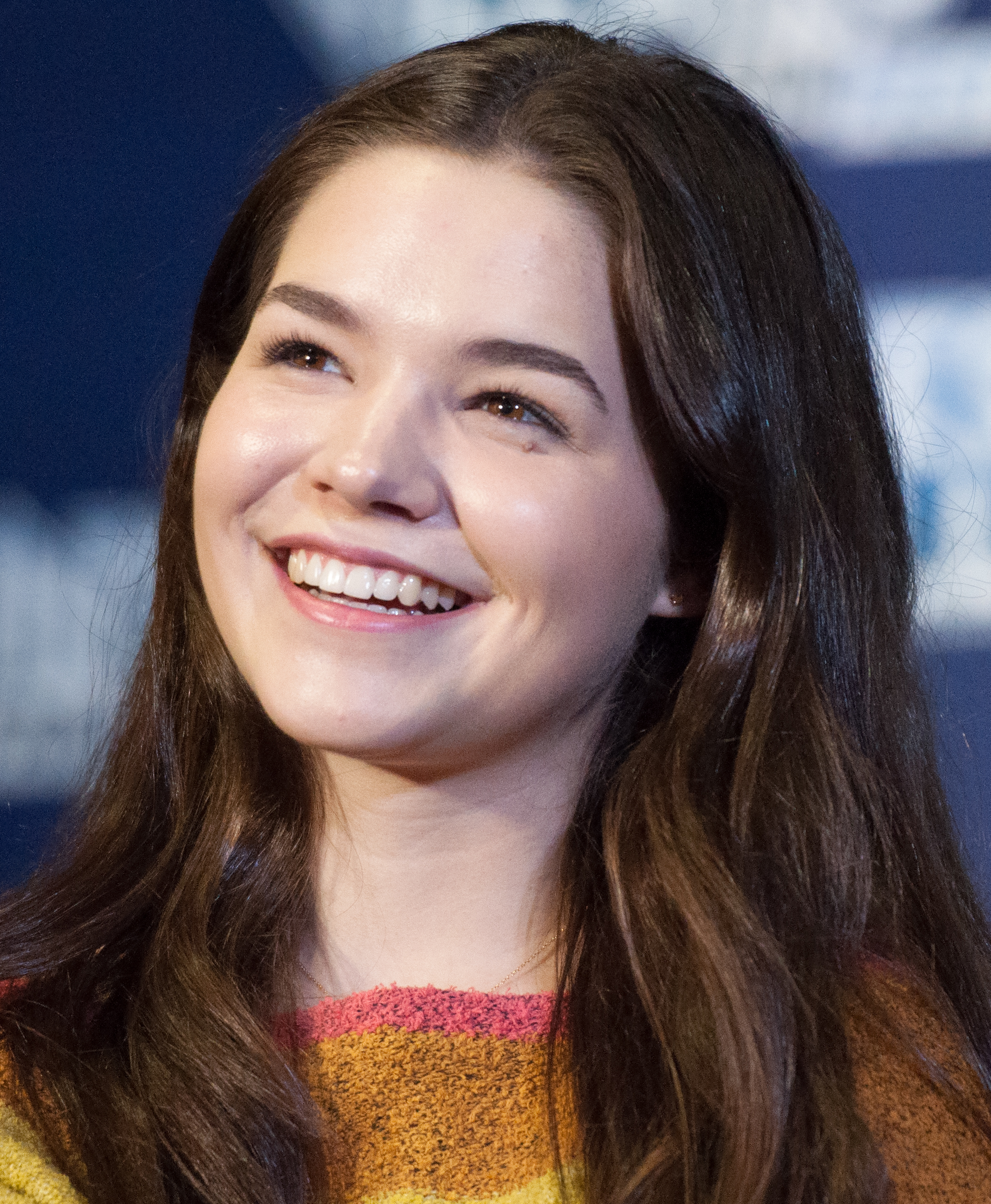
Madison McLaughlin (* 1995)

- McLaughlin, Marie (* 1954), schottische Opernsängerin (Sopran)
- McLaughlin, Mary Louise (1847–1939), US-amerikanische Keramikmalerin und Atelier-Töpferin
- McLaughlin, Melvin O. (1876–1928), US-amerikanischer Politiker
- McLaughlin, Mick (1943–2015), walisischer Fußballspieler
- McLaughlin, Morgan (* 1980), kanadische Basketballspielerin
- McLaughlin, Paul (1919–2000), kanadischer Segler
- McLaughlin, Peter (* 1951), US-amerikanischer Wissenschaftshistoriker und -theoretiker
- McLaughlin, Robert E. (1907–1978), US-amerikanischer Politiker
- McLaughlin, Scott (* 1993), neuseeländischer Rennfahrer
- McLaughlin, Stephen (* 1990), irischer Fußballspieler
- McLaughlin, Terry (* 1956), kanadischer Segler
- McLaughlin, William F. (* 1932), US-amerikanischer Politiker (Republikaner)
- McLaughlin, William L. (1928–2005), US-amerikanischer Physiker
- McLaughlin-Gill, Frances (1919–2014), amerikanische Fotografin
- McLaughlin-Levrone, Sydney (* 1999), US-amerikanische LeichtathletinSydney McLaughlin-Levrone (* 1999)

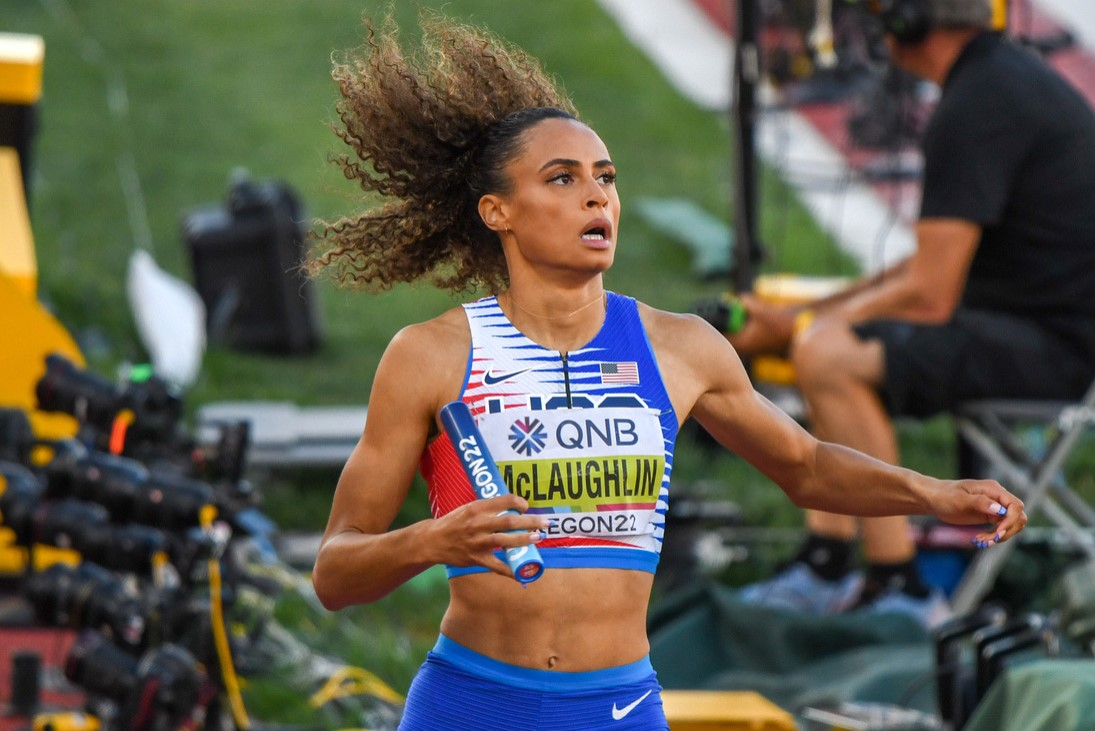
Sydney McLaughlin-Levrone (* 1999)

- McLaughlin-Whilby, Anneisha (* 1986), jamaikanische Leichtathletin
- McLaurin, Anselm J. (1848–1909), US-amerikanischer Politiker
- McLaurin, Bette, US-amerikanische R&B-Sängerin
- McLaurin, John L. (1860–1934), US-amerikanischer Politiker
- McLaurin, Terry (* 1995), US-amerikanischer American-Football-Spieler
- McLaurine, Marcus (* 1952), US-amerikanischer Jazzmusiker (Kontrabass)
- McLaury, Frank (1848–1881), US-amerikanischer Cowboy und Revolverheld im Wilden Westen
- McLaverty, Michael (1904–1992), irischer Schriftsteller
- McLawler, Sarah (1926–2017), US-amerikanische R&B- und Jazz-Pianistin und Organistin
- McLaws, Lafayette (1821–1897), US-amerikanischer Offizier; General der Konföderierten im Sezessionskrieg
- McLaws, Shawn (* 1993), US-amerikanischer Fußballspieler
- McLay, Daniel (* 1992), britischer Radsportler
- McLay, James Kenneth (* 1945), neuseeländischer Politiker und Diplomat der New Zealand National Party

### Mcle
- McLean, AJ (* 1978), US-amerikanischer Sänger und Mitglied der Boygroup Backstreet BoysAJ McLean (* 1978)

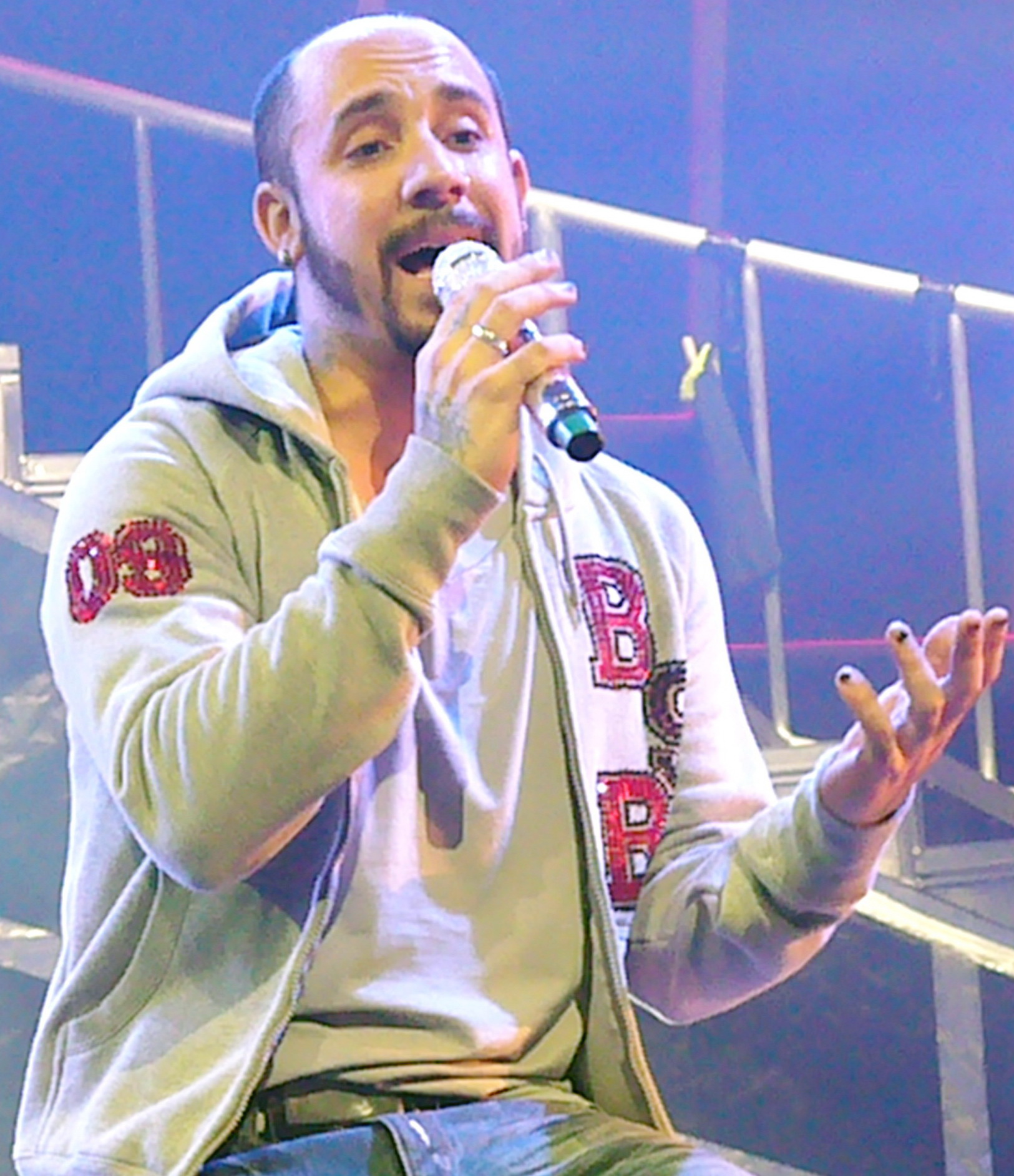
AJ McLean (* 1978)

- McLean, Alexander (* 1950), neuseeländischer Ruderer
- McLean, Allan (1840–1911), australischer Politiker
- McLean, Alney (1779–1841), US-amerikanischer Politiker
- McLean, Angela (* 1961), britische Biologin, die auf dem Gebiet der theoretischen Biologie arbeitet
- McLean, Angela (* 1970), US-amerikanische Politikerin
- McLean, Angus Wilton (1870–1935), US-amerikanischer Politiker, Gouverneur von North Carolina
- McLean, Barbara (1903–1996), US-amerikanische Filmeditorin
- McLean, Bitty (* 1972), britischer Reggae-Sänger und Songwriter
- McLean, Brett (* 1978), kanadischer Eishockeyspieler und -trainer
- McLean, Brian, US-amerikanischer Filmschaffender
- McLean, Bruce (* 1944), britischer Plastiker, Maler und Performancekünstler
- McLean, David (1890–1967), schottischer Fußballspieler
- McLean, David (* 1957), englischer Fußballspieler
- McLean, Denis (1930–2011), neuseeländischer Diplomat, Hochschullehrer und Autor
- McLean, Don (* 1945), US-amerikanischer Sänger und KomponistDon McLean (* 1945)

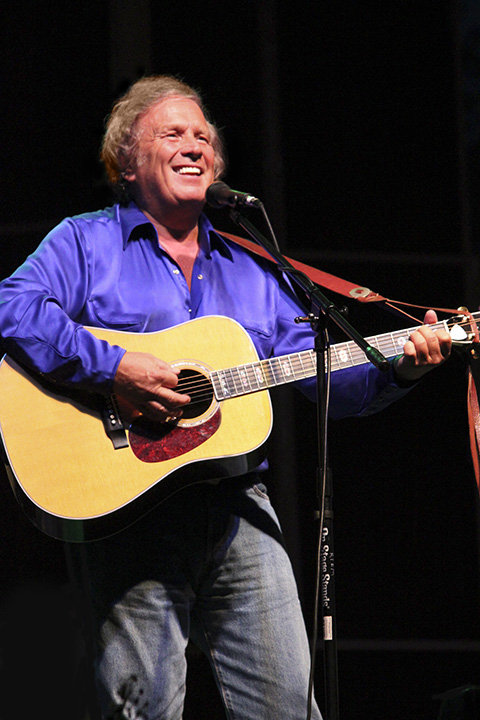
Don McLean (* 1945)

- McLean, Donald (1820–1877), neuseeländischer Politiker, Administrator, Minister für Māori-Angelegenheiten und für Verteidigung
- McLean, Donald (* 1955), Segler von den Cayman Islands
- McLean, Donald H. (1884–1975), US-amerikanischer Jurist und Politiker
- McLean, Duncan (1868–1941), schottischer Fußballspieler
- McLean, Eric (1919–2002), kanadischer Journalist und Musikkritiker
- McLean, Ernest (1926–2012), amerikanischer R&B-Gitarrist
- McLean, Errol (* 1952), guyanischer Radrennfahrer
- McLean, Evalyn Walsh (1886–1947), US-amerikanische Unternehmerstochter, letzte private Besitzerin des Hope-Diamanten
- McLean, Finis (1806–1881), US-amerikanischer Politiker
- McLean, Fred (1893–1971), kanadischer Eishockeyspieler
- McLean, George P. (1857–1932), US-amerikanischer Politiker
- McLean, Greg, australischer Regisseur
- McLean, Haseem (* 1987), Radsportler aus Trinidad und Tobago
- McLean, Heather (* 1993), kanadische Eisschnellläuferin
- McLean, Hugh (1930–2017), kanadischer Organist, Pianist, Cembalist, Musikpädagoge und -wissenschaftler
- McLean, Jackie (1931–2006), US-amerikanischer Jazz-AltsaxophonistJackie McLean (1931–2006)

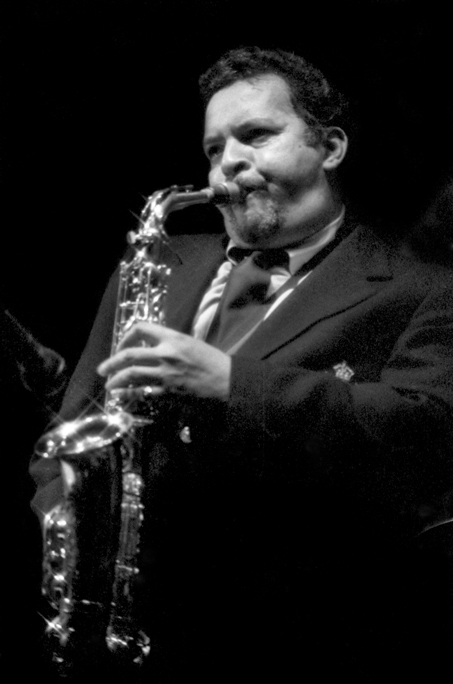
Jackie McLean (1931–2006)

- McLean, Jamel (* 1988), US-amerikanischer Basketballspieler
- McLean, James Hamilton (1936–2016), amerikanischer Malakologe und Biologe
- McLean, James Henry (1829–1886), US-amerikanischer Politiker
- McLean, James Robert (1823–1870), US-amerikanischer Jurist und Plantagenbesitzer sowie Politiker der Konföderierten Staaten von Amerika
- McLean, Jane, Schauspielerin
- McLean, Jay (1890–1957), US-amerikanischer Mediziner
- McLean, Jeff (* 1969), kanadischer Eishockeyspieler
- McLean, John (1785–1861), US-amerikanischer Jurist und Politiker
- McLean, John (1791–1830), US-amerikanischer Politiker
- McLean, John (1878–1955), US-amerikanischer Leichtathlet
- McLean, Jordan (* 1974), US-amerikanischer Trompeter, Bandleader, Komponist und Musikpädagoge
- McLean, Joshua (* 1998), australischer Radrennfahrer
- McLean, Kenneth (1896–1987), britischer Generalleutnant
- McLean, Kenny (* 1992), schottischer Fußballspieler
- McLean, Kirk (* 1966), kanadischer Eishockeyspieler
- McLean, Kurtis (* 1980), kanadischer Eishockeyspieler
- McLean, Lauren (* 1974), US-amerikanische Politikerin, Bürgermeisterin von Boise
- McLean, Lenny (1949–1998), englischer Boxer, Türsteher und verurteilter Krimineller
- McLean, Levanna, britische DJ und Tänzerin
- McLean, Louie (1900–1932), britische Motorradrennfahrerin
- McLean, Malcom (1913–2001), US-amerikanischer Reeder und Begründer des multimodalen Verkehrs
- McLean, Matthew (* 1988), US-amerikanischer Schwimmer
- McLean, Peggy († 2013), US-amerikanische Tischtennisspielerin
- McLean, Penny (* 1946), österreichische Sängerin und EsoterikautorinPenny McLean (* 1946)

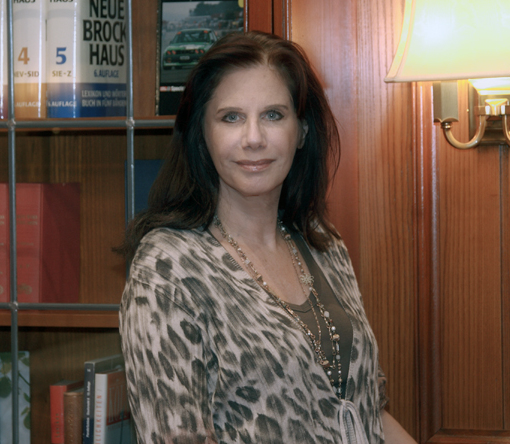
Penny McLean (* 1946)

- McLean, Phil (1923–1993), US-amerikanischer Discjockey
- McLean, René (* 1946), amerikanischer Jazzmusiker
- McLean, Richard (1934–2014), US-amerikanischer Maler und Grafiker
- McLean, Ronald (1881–1941), britischer Turner
- McLean, Roy (1930–2007), südafrikanischer Cricketspieler
- McLean, Samuel (1826–1877), US-amerikanischer Politiker
- McLean, Shauna, US-amerikanische Schauspielerin
- McLean, Steven (* 1981), schottischer Fußballschiedsrichter
- McLean, Walter (* 1936), kanadischer Politiker
- McLean, William (1794–1839), US-amerikanischer Rechtsanwalt, Politiker und Geschäftsmann
- McLean, William P. (1836–1925), US-amerikanischer Politiker
- McLean, Wilmer (1814–1882), US-amerikanischer LebensmittelgroßhändlerWilmer McLean (1814–1882)

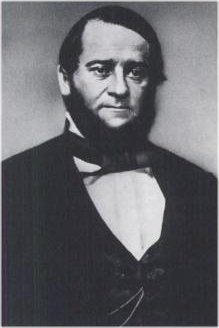
Wilmer McLean (1814–1882)

- McLean-Bailey, Michelle (* 1972), namibisches Model und Medienpersönlichkeit
- McLear, Lewis (* 1996), schottischer Fußballspieler
- McLearn, Frank (1885–1964), kanadischer Paläontologe
- McLeavy, Frank, Baron McLeavy (1899–1976), britischer Politiker (Labour), Mitglied des House of Commons
- McLeavy, Robin (* 1981), australische Schauspielerin
- McLeay, Glenn (* 1968), neuseeländischer Radrennfahrer
- McLeay, John Jr. (1922–2000), australischer Politiker und Diplomat
- McLeish, Adam (* 1979), kanadisch-britischer Snowboarder
- McLeish, Alex (* 1959), schottischer Fußballspieler und -trainerAlex McLeish (* 1959)

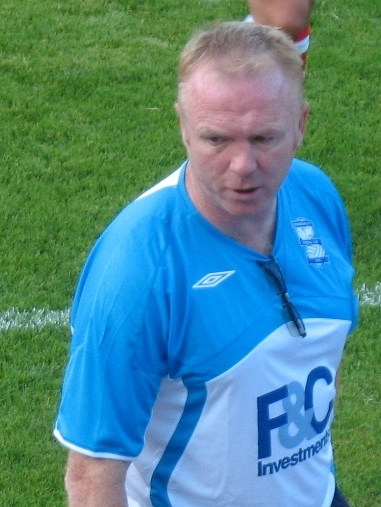
Alex McLeish (* 1959)

- McLeish, Donald (1879–1950), britischer Fotograf
- McLeish, Henry (* 1948), schottischer Politiker (Labour Party), Mitglied des House of Commons
- McLeish, Madison (* 1992), kanadische Skirennläuferin
- McLelan, Archibald (1824–1890), kanadischer Politiker, Vizegouverneur von Nova Scotia
- McLellan, Anne (* 1950), kanadische Politikerin
- McLellan, David (* 1940), britischer Politikwissenschaftler und Hochschullehrer
- McLellan, David (* 1970), schottischer Snookerspieler
- McLellan, John (* 1968), US-amerikanischer Jazz-Schlagzeuger
- McLellan, Sandra (* 1961), irische Politikerin
- McLellan, Silas (1897–1974), kanadischer Marathonläufer
- McLellan, Todd (* 1967), kanadischer Eishockeyspieler, -trainer und General Manager
- McLellan, William H. (1832–1912), US-amerikanischer Anwalt und Politiker
- McLellan, Zoe (* 1974), US-amerikanische Film- und Fernsehschauspielerin
- McLemore, A. Jeff (1857–1929), US-amerikanischer Politiker
- McLemore, Ben (* 1993), US-amerikanischer Basketballspieler
- McLemore, Elle (* 1991), US-amerikanische Schauspielerin
- McLemore, Malik (* 1997), deutsch-US-amerikanischer Fußballspieler
- McLemore, Scott (* 1973), amerikanischer Jazzmusiker
- McLendon, John (1915–1999), US-amerikanischer Basketballtrainer, -funktionär, Pädagoge und Bürgerrechtsaktivist
- McLendon-Covey, Wendi (* 1969), US-amerikanische SchauspielerinWendi McLendon-Covey (* 1969)

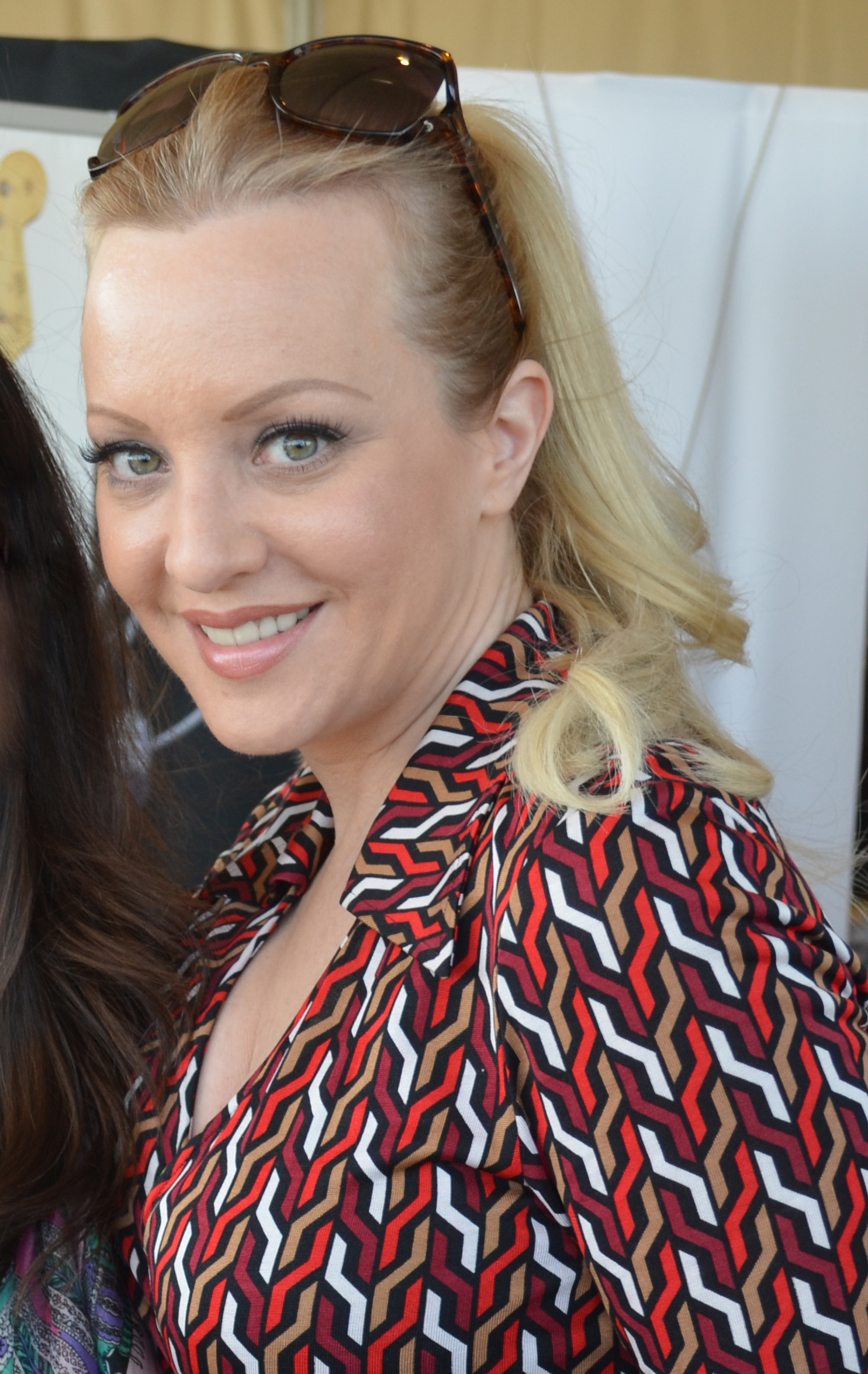
Wendi McLendon-Covey (* 1969)

- McLene, James (1730–1806), US-amerikanischer Politiker
- McLene, Jeremiah (1767–1837), US-amerikanischer Politiker
- McLennan, Connor (* 1999), schottischer Fußballspieler
- McLennan, Donald P. (* 1940), kanadischer Botschafter
- McLennan, Ethel Irene (1891–1983), australische Botanikerin, Mykologin und Hochschullehrerin
- McLennan, Gordon (1924–2011), britischer Politiker (CPGB)
- McLennan, Grant (1958–2006), australischer Gitarrist, Bassist, Sänger und Songwriter
- McLennan, Jamie (* 1971), kanadischer Eishockeytorwart, -trainer und -funktionär
- McLennan, John Cunningham (1867–1935), kanadischer Physiker
- McLennan, John Ferguson (1827–1881), schottischer Jurist und Ethnologe
- McLeod Bethune, Mary (1875–1955), US-amerikanische Frauen- und BürgerrechtlerinMary McLeod Bethune (1875–1955)

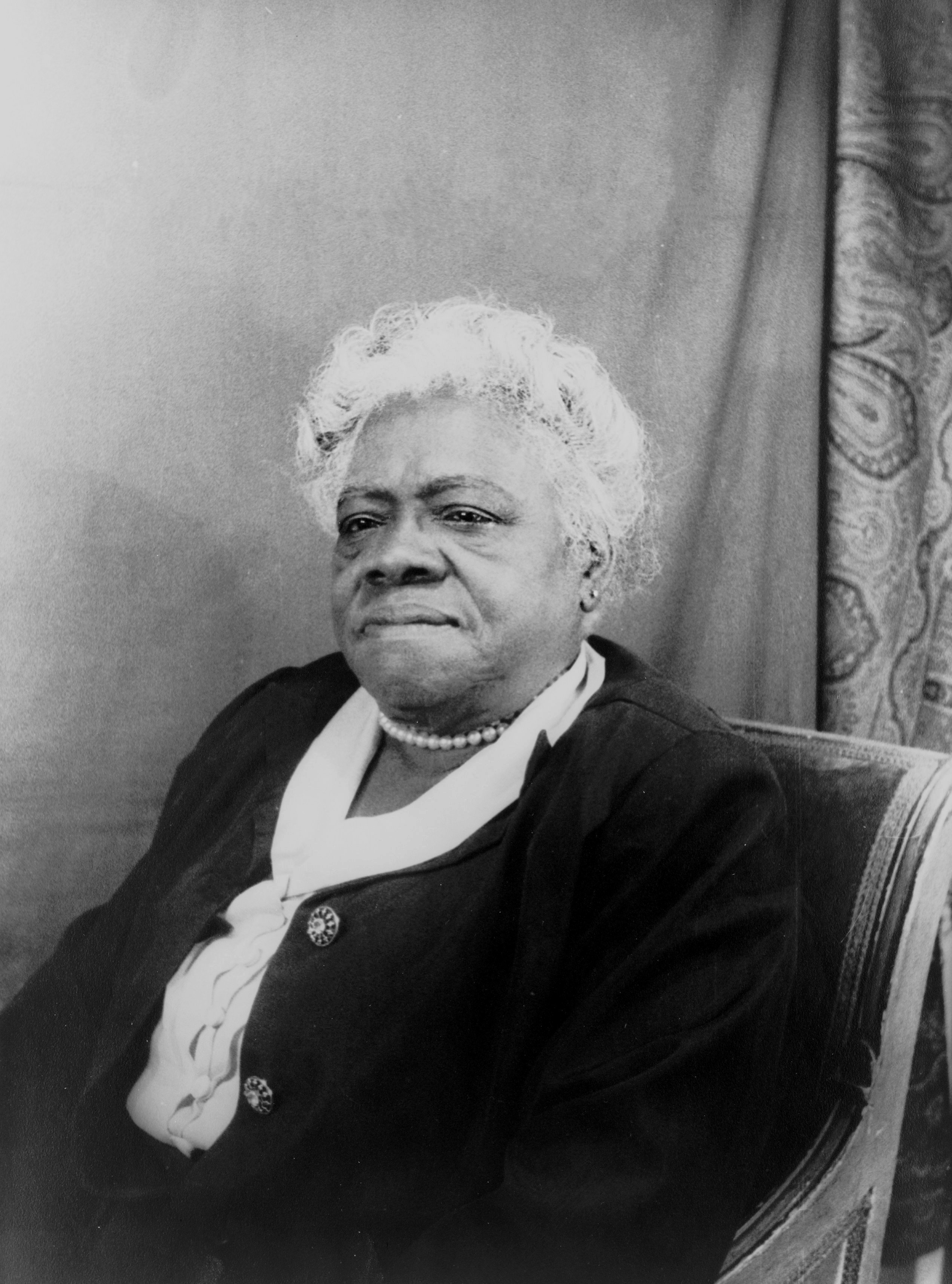
Mary McLeod Bethune (1875–1955)

- McLeod, Aileen (* 1971), schottische Politikerin
- McLeod, Bob (1868–1907), australischer Cricketspieler
- McLeod, Bob (1913–1958), kanadischer Radrennfahrer
- McLeod, Bob (* 1951), US-amerikanischer Comiczeichner
- McLeod, Candice (* 1996), jamaikanische Leichtathletin
- McLeod, Carey (* 1998), jamaikanischer Leichtathlet
- McLeod, Clarence J. (1895–1959), US-amerikanischer Politiker
- McLeod, Cody (* 1984), kanadischer Eishockeyspieler
- McLeod, Cooper (* 2001), US-amerikanischer Eisschnellläufer
- McLeod, Cynthia (* 1936), surinamische Schriftstellerin
- McLeod, Donald (1882–1917), schottischer Fußballspieler
- McLeod, Erin (* 1983), kanadische Fußballspielerin
- McLeod, Fiona (* 1957), schottische Politikerin
- McLeod, Herbert (1841–1923), britischer Chemiker
- McLeod, Hugh (* 1944), britischer Kirchenhistoriker
- McLeod, Ian (* 1980), südafrikanischer Radrennfahrer
- McLeod, James E. (1944–2011), US-amerikanischer Germanist
- McLeod, Jeanette (1946–2011), britische Jazzsängerin
- McLeod, John (1866–1953), schottischer Fußballspieler
- McLeod, John Bryce (1929–2014), britischer angewandter Mathematiker
- McLeod, Mary Adelia (1938–2022), US-amerikanische anglikanische Bischöfin
- McLeod, Meghan, US-amerikanische Schauspielerin und Model
- McLeod, Michael (* 1998), kanadischer EishockeyspielerMichael McLeod (* 1998)

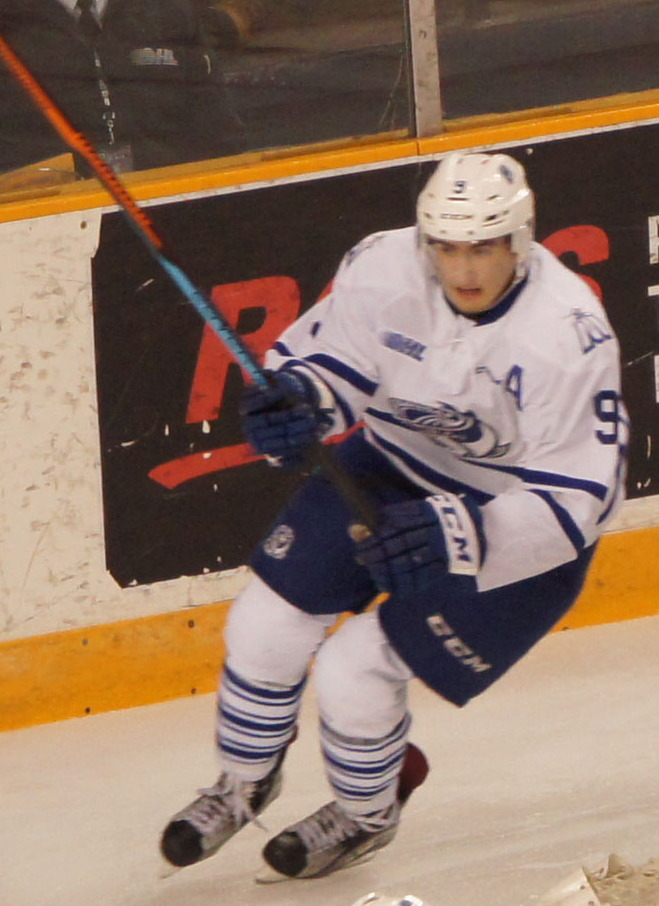
Michael McLeod (* 1998)

- McLeod, Mike (* 1952), britischer Langstreckenläufer
- McLeod, Neil (1842–1915), kanadischer Politiker und Jurist, Premierminister von Prince Edward Island
- McLeod, Norman (* 1938), kanadischer Fußballspieler
- McLeod, Norman Z. (1898–1964), US-amerikanischer Filmregisseur
- McLeod, Omar (* 1994), jamaikanischer Leichtathlet
- McLeod, Pete (* 1984), kanadischer Kunstflugpilot
- McLeod, Roderick (1905–1980), britischer General
- McLeod, Rory (* 1971), jamaikanisch-englischer Snookerspieler
- McLeod, Ryan (* 1999), kanadischer Eishockeyspieler
- McLeod, Sandy, Filmproduzentin, Filmregisseurin, Dokumentarfilmerin und ehemalige Schauspielerin
- McLeod, Sarah (* 1971), neuseeländische Schauspielerin
- McLeod, Solly, britischer Schauspieler
- McLeod, Thomas (1873–1960), britischer Seemann und Antarktisreisender
- McLeod, Thomas Gordon (1868–1932), US-amerikanischer Politiker
- McLeod, Tommy (1920–1999), schottischer Fußballspieler
- McLeod, Wes (* 1957), kanadischer Fußballspieler
- McLeod-Katjirua, Laura, namibische Politikerin und Regionalgouverneurin
- McLeón, Nancy (* 1971), kubanische Sprinterin
- McLerie, Allyn Ann (1926–2018), US-amerikanische Schauspielerin, Sängerin und TänzerinAllyn Ann McLerie (1926–2018)

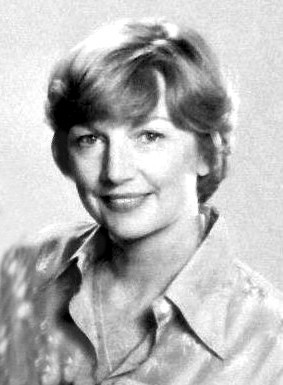
Allyn Ann McLerie (1926–2018)

- McLerran, Larry (* 1949), US-amerikanischer theoretischer Kernphysiker
- McLetchie, David (1952–2013), britischer Politiker und Mitglied der Conservative Party

### Mcli
- McLin, Jimmy (1908–1983), US-amerikanischer Jazzmusiker
- McLin, Ladell, US-amerikanischer Blues-Musiker
- McLintock, Alexander Hare (1903–1968), neuseeländischer Historiker, Dozent und Maler
- McLintock, Frank (* 1939), schottischer Fußballspieler und -trainer
- McLish, Rachel (* 1955), US-amerikanische Bodybuilderin, Schauspielerin und Autorin

### Mcll
- McLlwain, Dave (* 1967), kanadischer Eishockeyspieler

### Mclo
- McLorin Salvant, Cécile (* 1989), US-amerikanische Jazzsängerin und KomponistinCécile McLorin Salvant (* 1989)

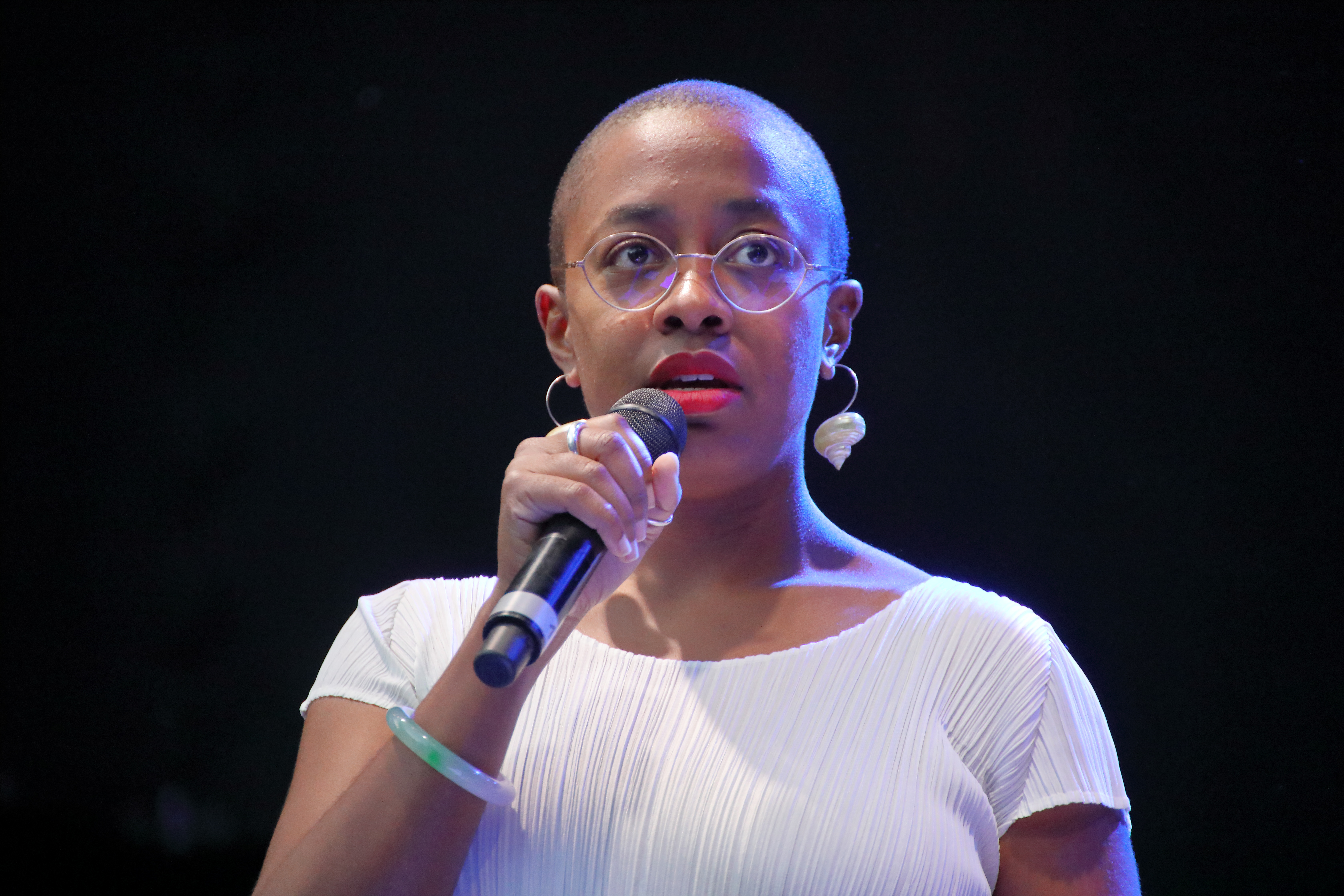
Cécile McLorin Salvant (* 1989)

- McLoskey, Robert T. (1907–1990), US-amerikanischer Politiker
- McLoughlin, Adrian (* 1947), britischer Theater-, Fernseh- und Filmschauspieler
- McLoughlin, Alan (1967–2021), irischer Fußballspieler
- McLoughlin, Finbarr (* 1949), irischer Historiker und Dozent an der Universität Wien
- McLoughlin, Frank (* 1946), irischer Politiker
- McLoughlin, Jack (* 1995), australischer Schwimmer
- McLoughlin, James (1929–2005), irischer römisch-katholischer Bischof
- McLoughlin, Jamie (1878–1962), US-amerikanischer Ruderer
- McLoughlin, Joey (* 1964), britischer Radrennfahrer
- McLoughlin, John (1784–1857), britischer, später US-amerikanischer Arzt und Verwalter des Columbia Department der Hudson’s Bay Company
- McLoughlin, Maurice (1890–1957), US-amerikanischer Tennisspieler
- McLoughlin, Noel (1929–2017), australischer Eishockeytorwart
- McLoughlin, Noel (* 1955), irischer Musiker und Folksänger
- McLoughlin, Patrick († 2008), britischer Szenenbildner und Schauspieler
- McLoughlin, Patrick (* 1957), britischer Politiker (Conservative Party)
- McLoughlin, Sean (* 1996), irischer Fußballspieler
- McLoughlin, Tom (* 1950), US-amerikanischer Film- und Fernsehregisseur, Drehbuchautor und Schauspieler
- McLoughlin, Tony (* 1949), irischer Politiker (Fine Gael)

### Mclu
- McLucas, John L. (1920–2002), US-amerikanischer Politiker und Regierungsbeamter
- McLuhan, Eric (1942–2018), kanadischer Autor und Medientheoretiker
- McLuhan, Marshall (1911–1980), kanadischer Philosoph, Geisteswissenschaftler, Professor für englische Literatur, Literaturkritiker, Rhetoriker und KommunikationstheoretikerMarshall McLuhan (1911–1980)

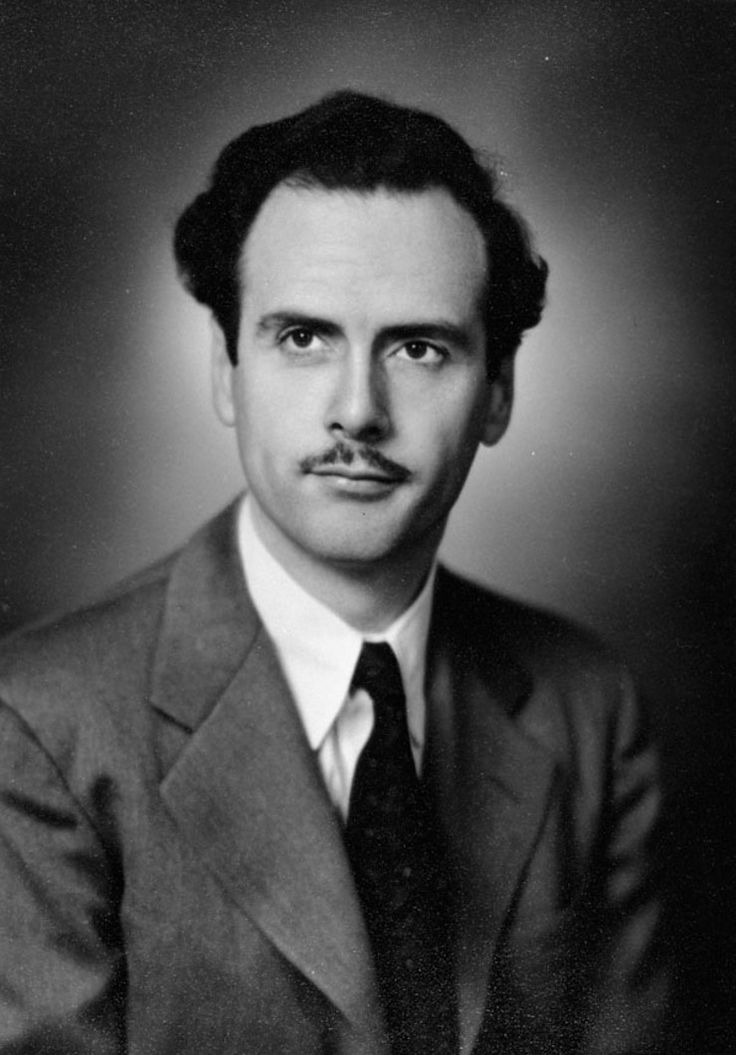
Marshall McLuhan (1911–1980)

- McLusky, John (1923–2006), britischer Comiczeichner

### Mcly
- McLynn, Pauline (* 1962), irische Schauspielerin und Schriftstellerin